# البودي
البودي قرية سورية تتبع ناحية عين شقاق في منطقة جبلة في محافظة اللاذقية.
تقع على السفوح الوسطى الغربية من جبال اللاذقية، و على ارتفاع متدرج بين 450-750 متر فوق مستوى سطح البحر.
تبعد عن مدينة جبلة حوالي 18 كم، وعن مدينة اللاذقية حوالي 39 كم.
بلغ عدد سكانها 2,359 نسمة في عام 2004 حسب إحصاء المكتب المركزي للإحصاء.

## الطبيعة
تتميّز القرية بجمال ساحر الوصف وتضاريس مميزة وتتفرد بسفوحها الواسعة والسّاحرة وبمساحاتها الخضراء الشّاسعة المزروعة بأشجار الزيتون إلى جانب غابات واسعة من أشجار السرو والصنوبر الساحرة الجمال والتي تشكل مكان للزيارة والاستجمام وقضاء وقت طويل وسط هذه الغابة. تتمتع بأراضي واسعة وخضراء وخصبة تصلح لأغلب الزراعات تتمتع بطرقات ساحرة وأبنية جميلة وسط قرية تكللها الأشجار والزراعات.

## التاريخ
فيها عدة مواقع أثرية بجبل ضهر البير تعود للعهد الروماني.
قاوم أهلها الاحتلال الفرنسي بقوة، وأحرق الفرنسيون القرية أكثر من مرة بسبب المقاومة، وخاض أهالي القرية عدة معارك بساقية السّلاطة والبسليق والميدان ضد الفرنسيين.

## السياحة والخدمات
البودي قرية متطورة خدمياً وتعليمياً، التعاون فيها على أعلى مستوى فأهلها مستعدون لتقديم كل شيء من أجل النهوض بالقرية لديهم "المستوصف، المدرسة، المسجد، البريد، المخزن الاستهلاكي، معمل سجاد" وفعاليات كالمحال التجارية والمقاهي وصالة رياضية، وفيها طرق في كل النواحي، والأهالي لا يمانعون في التبرع بجزء من أراضيهم من أجل شق طريق أو بناء مؤسسة خدمية.
يقام سنوياً مهرجان البودي بمناسبة عيد الرابع، حيث يجتمع أهالي البودي والقرى المجاورة لإقامة الدبكة الشعبية.
يوجد فيها عدّة مقامات دينية مثل مقامي الشيخين الجليلين محمد ويوسف العجمي، ومقام الشيخ الجليل أبو الليث الكتاني، وفيها تشريفة مقامات بني هاشم الكرام.

## الزراعة
المعروف عن قرية البودي أنها أرض خصبة لزراعة التّبغ، إلى جانب القمح ،الشعير والعدس. وتكثر فيها أراضي الزيتون.
تشتهر بزيت الزيتون (الخريج).

## التسمية
يقال أن التسمية أتت من السريانية ومعناها الأرض القاسية والصعبة.